# Thaumatorymus notanisoides
Thaumatorymus notanisoides is een vliesvleugelig insect uit de familie Torymidae. De wetenschappelijke naam is voor het eerst geldig gepubliceerd in 1954 door Ferrière & Novicky.